# 圣安德烈亚斯贝格
圣安德烈亚斯贝格（德語：Sankt Andreasberg，發音：[zaŋkt anˈdʁeasˌbɛʁk] ⓘ）是德国下萨克森州戈斯拉尔县曾经的一个市镇，总面积9.85平方千米，2023年6月30日总人口为1,475人。2011年11月1日，圣安德烈亚斯贝格并入市镇布劳恩拉格。